# Testosterone propionate/testosterone enanthate
Testosterone propionate/testosterone enanthate (TE/TP), được bán dưới tên thương hiệu Testoviron depot, là một dầu dựa trên hỗn hợp của este testosterone cho tiêm bắp được bán trên thị trường ở châu Âu. Thành phần của nó bao gồm:
- Testosterone propionate (TP) (20 mg, 25 mg, hoặc 50 mg)
- Testosterone enanthate (TE) (55 mg, 110 mg, hoặc 200   mg)